# Longeault-Pluvault
Longeault-Pluvault – gmina we Francji, w regionie Burgundia-Franche-Comté, w departamencie Côte-d’Or. W 2013 roku liczba ludności wynosiła 1129 mieszkańców. 
Gmina została utworzona 1 stycznia 2019 roku z połączenia dwóch ówczesnych gmin: Longeault oraz Pluvault. Siedzibą gminy została miejscowość Longeault. 